# Скала (Стрий, 2004)
Ця стаття про футбольний клуб, створений 2004 року (колишній ФК «Моршин»). Про клуб, що існував до 2009 року, див. Скала (Стрий)
«Скала» — колишній український футбольний клуб з міста Стрия Львівської області.

## Попередні назви
- 2004—2010: ФК «Моршин»
- 2010—2011: «Скала» (Моршин)

## Історія
У 2004 році було створено дитячо–юнацький футбольний клуб «Моршин» за ініціативи та фінансової підтримки Торгової Марки ТМ «Моршинська». Головним тренером було. У цьому ж році ДЮФК «Моршин» дебютувала у дитячо–юнацькій футбольній лізі Львівщини, де команда посіла друге місце.
У 2005 році ФК «Моршин» виступив у дитячо–юнацькій футбольній лізі України (ДЮФЛУ) серед команд першої ліги у групі 4, та виборола третє загальнокомандне місце. У сезоні 2006/07 років ФК «Моршин» посів друге загальнокомандне місце команда U-17 у своїй групі була першою, а гравці U-15 були третіми. Команда U-17 отримала можливість виступити у фінальній частині змагань в Києві. У сезонах 2007/08 та 2008/09 років ФК «Моршин» знову займав друге загальнокомандне місце у Дитячо–юнацькій футбольній лізі України.

### Професіональний статус
На початку липня 2009 року ФК «Моршин» отримав атестат Федерації футболу України, який надає право участі у Всеукраїнських змаганнях з футболу серед професіональних команд Другої ліги сезону 2009/10 років. Після цього клуб отримав членство у ПФЛ. З 1 жовтня 2009 року тренером із фізичної підготовки є Ільницький В. Й.
Клуб засновано на базі Дитячо-юнацької академії футболу Моршина за ініціативою генерального директора ТМ «Моршинська» Миколи Кмітя. Сама академія базується в курортному Моршині, а команда офіційні матчі проводить в Стрию на стадіоні «Сокіл».
17 лютого 2010 року постановою № 5 Центральної Ради ПФЛ затверджено зміну назви ТОВ «Футбольний клуб „Моршин“» на ТОВ «Футбольний клуб „Скала“» та юридичну адресу з вул. Січових Стрільців, буд. 27/2 м. Моршин Львівської області на вул. Івана Франка, буд. 27 у м. Моршин Львівської області.
З 10 лютого 2011 року клуб представляє місто Стрий та отримав назву «Скала» (Стрий).

### Відзначення 100-річчя «Скали»
Організатори свята запросили на зустріч ветеранів стрийського футболу, клубні команди усіх вікових категорій, усіх осіб, які працювали в клубі. Виконавчий директор відділення НОК Ярослав Кашуба зачитав вітального листа від президента Національного комітету України Сергія Бубки та передав від нього подяку і спеціальний кубок.
Згодом кілька тисяч глядачів гаряче вітали учасників футбольного матчу між ветеранами прославленого київського «Динамо» на чолі з Володимиром Трошкіним, Олегом Саленком, Віталієм Косовським, Сергієм Беженаром та ветеранами «Скали». Право почесного першого удару мав найстарший стрийський футболіст — 87-річний Мирон Подубинський, член Галицького Братства колишніх вояків дивізії «Галичина». Пан Мирон народився 2.11.1924 у селі Дубрівка Руська (Польща), помер 27.10.2016. В 1944 зачислений до дивізії «Галичина». Пройшов короткий вишкіл у Нойгаммері. Брав участь у боях під Бродами, де був поранений снайпером у голову. Повернувся додому. Легалізувався. Згодом мобілізований у Червону армію. Служив у спортивній роті в Кореї, де виступав за футбольну збірну корейської армії. Проживав у Стрию.

### Подальші виступи і зняття з професіональних змагань
До сезону 2015/16 команда виступала у Другій лізі. У сезоні 2015/16 команда посіла 5-е місце та вийшла до Першої ліги, оскільки у тому сезоні одразу 6 команд підвищилися в класі. У Першій лізі «Скала» посіла передостаннє 17-е місце і повернулася до Другої ліги. Сезон 2017/18 став останнім зараз для «Скали» на професійному рівні, коли команда посіла 4 місце у групі А.
19 червня 2018 року президент клубу Микола Кміть заявив, що його клуб зніметься зі змагань, якщо не знайде нових власників. За кілька днів до цього генеральний директор клубу Луїс Есмі заявив що усі гравці клубу отримали статус вільного агента. Він пояснив, що клуб звернувся за роз'ясненнями до Федерації футболу України щодо ситуації з домовленими матчами та інформацією щодо покарання винних, оскільки Федерація звинуватила клуб у договірних матчах.
Надалі клуб продовжив існування у вигляді футбольної академії.

## Виступи в чемпіонатах України
| Сезон   | Ліга      | М      | І  | В  | Н | П  | ГЗ | ГП | О  | Кубок України | Єврокубки | Єврокубки | Примітка            |
| ------- | --------- | ------ | -- | -- | - | -- | -- | -- | -- | ------------- | --------- | --------- | ------------------- |
| 2009–10 | Друга «А» | 11     | 20 | 1  | 3 | 16 | 11 | 40 | 6  | 1/32 фіналу   |           |           | як «Скала» (Моршин) |
| 2010–11 | Друга «А» | 7      | 22 | 10 | 5 | 7  | 26 | 19 | 35 | 1/32 фіналу   |           |           | переїзд до Стрию    |
| 2011–12 | Друга «А» | 9      | 26 | 8  | 4 | 14 | 26 | 36 | 28 | 1/32 фіналу   |           |           |                     |
| 2012–13 | Друга «А» | 5      | 20 | 9  | 6 | 5  | 19 | 15 | 33 | 1/64 фіналу   |           |           |                     |
| 2012–13 | Друга «1» | 5      | 30 | 10 | 7 | 13 | 25 | 41 | 37 | 1/64 фіналу   |           |           | 2 етап              |
| 2013–14 | Друга     | 18     | 35 | 8  | 3 | 24 | 22 | 57 | 27 | 1/32 фіналу   |           |           |                     |
| 2014–15 | Друга     | 5      | 27 | 11 | 5 | 11 | 29 | 34 | 38 | 1/32 фіналу   |           |           |                     |
| 2015–16 | Друга     | 5      | 26 | 13 | 7 | 6  | 41 | 23 | 46 | 1/32 фіналу   |           |           | Підвищення          |
| 2016–17 | Перша     | 17     | 34 | 5  | 5 | 24 | 25 | 58 | 20 | 1/32 фіналу   |           |           | Пониження           |
| 2017–18 | Друга     | 4 з 10 | 27 | 12 | 4 | 11 | 29 | 29 | 40 | 1/64 фіналу   |           |           | Знявся після сезону |

## Попередні емблеми клубу

Емблема ФК «Моршин» (2004—2010)
Емблема ФК «Скала» Моршин (2010—2011)
Емблема ФК «Скала» Моршин (2011—2013)